# Volkmarst
Volkmarst ist neben Oese ein Ortsteil der Gemeinde Basdahl im Landkreis Rotenburg (Wümme) in Niedersachsen.

## Geographie

### Geographische Lage
Der Ortsteil Volkmarst liegt im äußersten Südwesten der Gemeinde Basdahl und grenzt im Westen an den Landkreis Cuxhaven und des Ortsteils Kirchwistedt der Gemeinde Beverstedt. Volkmarst liegt etwa 5 km nördlich von Kuhstedt, etwa 3 km östlich von Kirchwistedt, 7 km südlich von Hipstedt sowie 3 km südwestlich von Basdahl und 3 km nordöstlich von Brillit. Durch das Ortsgebiet verläuft die Bundesstraße 71.

## Geschichte
Beschrieben wird bereits zu vorgeschichtlicher Zeit eine Besiedelung der damaligen Gemarkung Volkmarst. Das Vörder Register listet Volkmarst unter „Volkmerstede“ auf.